# 진영휴게소
진영휴게소(進永 休憩所, Jinyeong Service Area)는 경상남도 김해시 진영읍에 위치한 남해고속도로의 휴게소이다.  양방향 모두 존재한다. 주소는 영암방향이 경상남도 진주시 진영읍 하계로96번길 68, 부산방향이 경상남도 김해시 진영읍 하계로96번길 94-4이다. 이곳에 부산외곽순환고속도로의 시점인 진영 분기점이 근처에 건설되어 개통하였다.부산 방향에서는 이 휴게소를 이용한 뒤 부산외곽순환고속도로로 향할 수 있지만, 순천 방향은 진영휴게소를 이용한 후에는 동창원 나들목에서 빠진후 부산방향으로 다시 진입해야 한다.

## 시설

### 영암 방향
- 주차장
- 화장실
- 식당
- 매점
- 수유실
- 경정비소 : 프로미카월드
- 브랜드 매장 : 탐앤탐스, 카페베네, 로띠번
- 정유소: EX-OIL, S-OIL
- 현금 자동 입출금기

### 부산 방향
- 주차장
- 화장실
- 식당
- 매점
- 수유실
- 경정비소 : 없음
- 브랜드 매장 : CU, 롯데리아, 파스쿠찌, 공차
- 정유소: S-OIL
- 현금 자동 입출금기

## 전후
영암방향
| 다음 지점     | ← | 현재 지점  | ← | 이전 지점     |
| ------------- | - | ---------- | - | ------------- |
| 동창원 나들목 | ← | 진영휴게소 | ← | 진례 나들목   |
| 함안휴게소    | ← | 진영휴게소 | ← | 고속도로 기점 |

부산방향
| 다음 지점     | ← | 현재 지점  | ← | 이전 지점   |
| ------------- | - | ---------- | - | ----------- |
| 동창원 나들목 | → | 진영휴게소 | → | 진례 나들목 |
| 고속도로 종점 | → | 진영휴게소 | → | 함안휴게소  |